# Owczarnia (Mazovské vojvodství)
Owczarnia je vesnice v Polsku nacházející se v Mazovském vojvodství, v okrese Pruszków, v gmině Brwinów.

## Historie
Vesnice leží na jihozápad od Podkowy Leśné, tzv. městské zahrady. Od počátku své historie úzce souvisí s blízko položeným panstvím zvaným „Książenice”, založeným již v 17. století jezuity z královského rozkazu. Na rozsáhlém území, které vzniklo odlesněním, vedli jezuité prosperující zemědělské hospodářství, do kterého přivedli z Podhalí ovce. Vyzýval je k tomu Józef Poniatowski, který často navštěvoval tento kraj a lovil zvěř v młochowských lesích. Owczarnia byla původně hospodářstvím zabývajícím se chovem ovcí na lesních pastvinách. Z této činnosti pochází současný název – Owczarnia. Po letech se z malé kolonie, a potom osady plnící sloužící roli panství Książenice, rozvinula Owczarnia do současné vesnice, mající více než 1700 obyvatel. Nyní tu bydlí a pracují lidé, kteří přišli z různých částí země – od Krakova, Kielců a z Mazovska. Podle nejstarších dokumentů z tohoto území (sčítání lidu, metrik) a pokrevních vztahů nejstarších obyvatel je možné dokázat, že již od 18. století se vyskytují ta samá příjmení: Kucharski, Pokropek, Rutkowski, Sandomierski, Pływaczewski, Janczak, Miszczak a Struzik.
Jedním z významných obyvatel vesnice byl inženýr Stanisław Lilpop (1817-1866) – průmyslník a konstruktér, jeden z průkopníků strojírenství, který se zasloužil o jeho rozvoj. Je třeba zdůraznit, že historie založení a rozvoje vesnice Owczarnia je svázaná se stavbou linie WKD ze zastávky Warszawa Śródmieście WKD do zastávky Grodzisk Mazowiecki Radońska, postavené na začátku 20. století. Na území Owczarně se nachází zastávka WKD Kazimierówka.

## Kultura
Na území vesnice Owczarnia v „Kazimierówce“ se nachází zahrada se sochami mexického sochaře Juana Soriana.

## Starostové
- 1936–1948: Jan Kucharski
- 1948–1952: Pan Padamczyk
- 1952–1956: Leon Wlazłowski
- 1956–1964: Jan Pokropek
- 1964–1970: Stanisław Sandomierski
- 1970–1978: Józef Kucharski
- 1978–1996: Stanisław Kalbarczyk
- od 1996: Andrzej Baranowski[3]